# Supremație aeriană

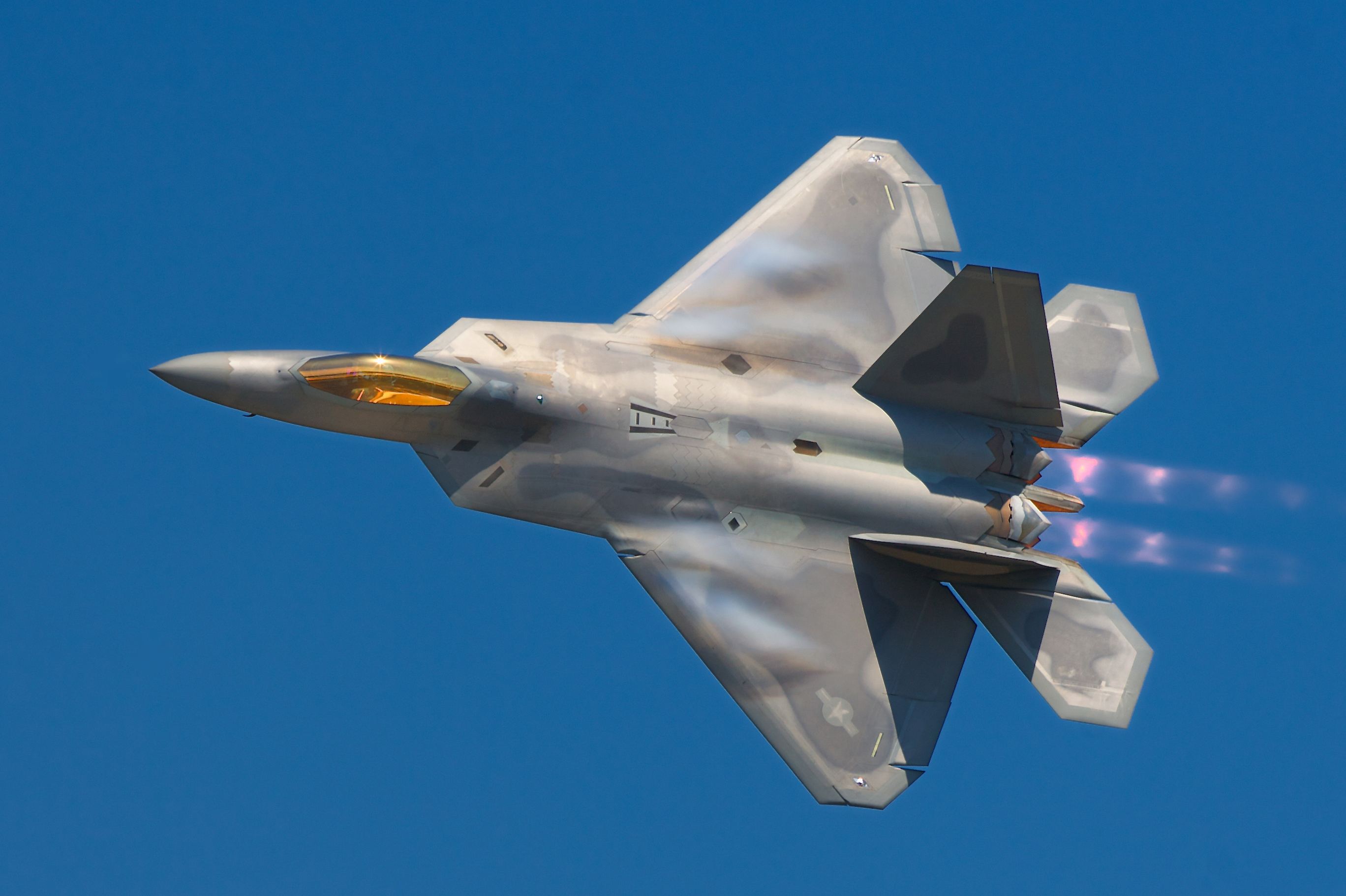
Avionul american F-22 Raptor, este un avion invizibil din generația a 5-a, un așa-numit avion de superioritate aeriană.

Supremația aeriană este poziția câștigată în timpul unui război de către una dintre taberele implicate în conflict, care ajunge să dețină controlul complet în cadrul războiului aerian împotriva forțelor inamice. Aceasta este definită de NATO și Departamentul Apărării al Statelor Unite drept „gradul de superioritate aeriană unde forțele aeriene inamice sunt incapabile de intervenție eficientă.”

## Clasificare
Au fost definite trei niveluri ale controlului aerian:
- Supremația aeriană este nivelul cel mai ridicat, în cazul căruia o parte implicată în conflict deține controlul complet al spațiului aerian.
- Superioritate aeriană este nivelul al doilea, în care una dintre părți se află într-o poziție mult mai bună decât oponenții săi. Este definit de către NATO drept „gradul de dominație într-o bătălie aeriană… care permite conducerea operațiunilor de către [o parte] și de către forțele sale terestre, maritime și aeriene la un moment și loc date fără intervenția prohibitivă a forțelor inamice.” [2]
- Paritate aeriană este cel mai redus nivel de control, în cadrul căruia una dintre părți deține controlul doar în spațiul aerian de deasupra pozițiilor proprii și ale aliaților.

Gradul controlului aerian a unei părți este în proporție inversă cu cel al forțelor oponente. Creșterea controlului unei tabere duce la scăderea gradului de control al celeilalte. Forțele aeriene incapabile să lupte pentru cucerirea superiorității aeriene sau a parității aeriene pot încerca să obțină „interzicerea aeriană”, prin care previne obținerea supremației aeriene de către adversari. 
| Forțele proprii și aliate | Inamicii              |
| ------------------------- | --------------------- |
| Supremație aeriană        | Incapacitate aeriană  |
| Superioritate aeriană     | Interzicere aeriană   |
| Paritate aeriană          | Paritate aeriană      |
| Interzicere aeriană       | Superioritate aeriană |
| Incapacitate aeriană      | Supremație aeriană    |

Forțele aeriene au devenit de-a lungul timpului un element din ce în ce mai importantă în cadrul campaniilor militare. Planificatorii militari consideră că pentru obținerea victoriei este necesară cel puțin cucerirea superiorității aeriene. Supremația aeriană permiterea desfășurarea fără probleme importante a bombardamentelor, a sprijinului tactic al forțelor terestre, sau a aprovizionării pe calea aerului a infanteriei și blindatelor. Puterea aeriană este o funcție a gradului superiorității aeriene și a numărului și tipurilor de aparate de zbor, dar reprezintă o situație care definește o situație ambiguă. În timpul intervenției din Kosovo, NATO a pierdut un avion invizibil (Lockheed F-117 Nighthawk) doborât de ceea ce a fost considerat un sistem de apărare antiaeriană primitiv al sârbilor. 

## Primul conflagrație mondială și perioada interbelică

### Primul Război Mondial
În timpul primei conflagrații mondiale, Aliații și Puterile Axei s-au bucurat pe rând de superioritate aeriană pe frontul de vest. Perioadele de superioritate germană au inclus  „panica Fokker” de la sfârșitul anului 1915 și începutul lui 1916 și  „Sângerosul Aprilile” din 1917. 
Corpul Aerian Militar Italian a cucerit superioritatea aeriană împotriva  Kaiserliche und Königliche Luftfahrtruppen austro-ungare în timpul bătăliei de la Vittorio Veneto (octombrie 1918). Înfrângerea suferită de austro-ungari în această bătălie este considerată ca una dintre cauzele principale ale prăbușirii imperiului.

### Perioada interbelică
În 1921, teoreticianul militar Giulio Douhet a publicat cartea „Command of the Air” în care afirma că victoria în viitoarele războaie va fi decisă de bătăliile aeriene. În această perioadă, gânditorii militari ai vremii nu considerau că puterea aeriană ar fi fost decisivă pentru cucerirea victoriei în război. Ideea lui Douhet conform căreia forța aeriană poate deveni decisivă și poate fi folosită pentru evitarea unui război de uzură lung și costisitor a avut o mare influență asupra gândirii militare, deși evenimentele ulterioare din timpul celui de-al doilea război mondial i-au dovedit limitele. În un nou studiu, The War of 19, Douhet a afirmat că un război în viitor dintre Germania și Franța poate fi terminat în numai câteva zile, dacă cel care va câștiga supremația aeriană va distruge câteva orașe ale inamicului prin bombardamente aeriene. (Bombardamentele împotriva acestor orașe ar fi trebuit anunțate din timp, ca să permită evacuarea populației civile). Distrugerea orașelor ar fi dus la demoralizarea cetățenilor, care și-ar fi convins guvernul să capituleze imediat. Evenimentele de la începutul celei de-a doua conflagrații mondiale au părut că îi dau dreptate. 
În 1925, Royal Air Force (RAF) a verificat capacitatea forțelor aeriene de acțiune independentă față de restul trupelor în timpul acțiunii din Waziristan. Operațiunea, cunoscută mai apoi ca „Războiul lui Pink” după numele comandantului de escadrilă Richard Pink, a folosit doar forța aeriană prin instituirea blocadei aeriene și executarea de atacuri aeriene împotriva țintelor terestre timp de 54 de zile. Campania britanică împotriva triburilor răsculate a fost încununată de succes, RAF pierzând doar doi oameni. Comandantul suprem al forțelor din India Britanică, generalul Sir Claud Jacob a considerat că a fost "satisfăcător... rezultatul acestor operațiuni… Eu consider că o combinație a acțiunilor terestre și aeriene ar fi adus rezultatul dorit într-o perioadă mai scurtă de timp, iar data viitoare când va trebui să luăm măsuri, sunt convins că va fi posibilă angajarea ambelor forțe combinate.”
Generalul america Billy Mitchell a fost un alt teoretician important al superiorității aeriene din perioada interbelică. După Primul Război Mondial, Mitchell a organizat exerciții de tragere cu muniție reală, în timpul cărora a demonstrat că avioanele pot scufunda cuirasate (cele mai mari și puternic înarmate vase de război ale vremii). 

### Al Doilea Război Mondial

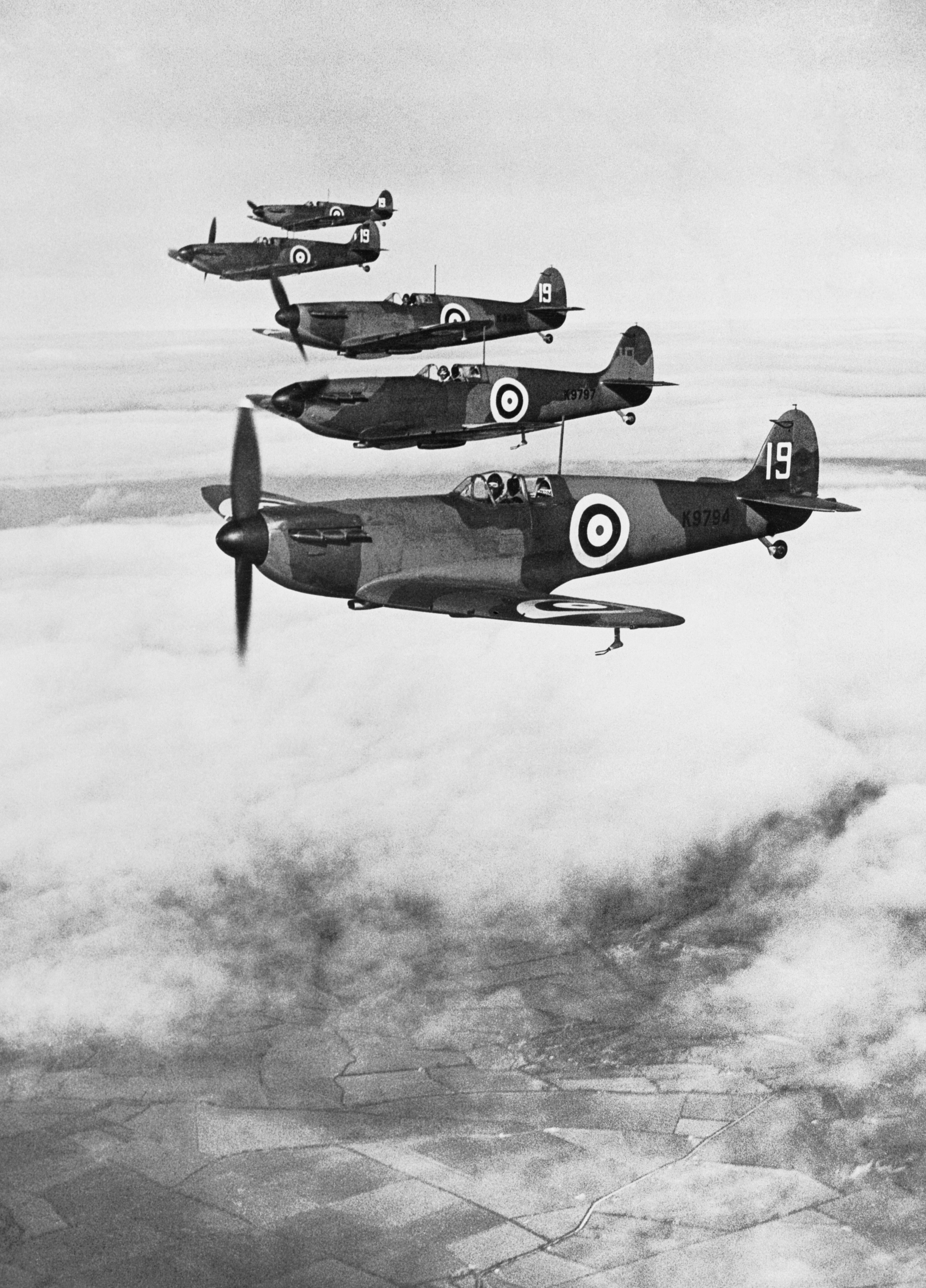
Un avion Supermarine Spitfire al Royal Air Force în timpul Bătăliei Angliei.

La începutul celei de-a doua conflagrații mondiale, principalele forțe beligerante acordau o importanță diferită forțelor aeriene. Adolf Hitler le considera drept un ajutor important pentru sprijinirea forțelor terestre pe post de  „artilerie aeriană”. Pe de altă parte Aliații considerau că forțele aeriene, în special bombardierele strategice cu rază lungă de acțiune, sunt cea mai importantă componente ale lor, considerându-le capabile să distrugă centrele industriale naziste. 
Luftwaffe a reușit ca la sfârșitul Bătăliei Franței să cucerească supremația aeriană asupra Europei Occidentale. Bătălia Angliei a reprezentat încercarea germană de cucerire a superiorității aeriene asupra Regatului Unit, deziderat niciodată atins. Datorită avantajelor luptelor în spațiul aerian propriu, dar și datorită neînțelegerii de către germani a importanței distrugerii mai întâi a elementelor apărării antiaeriene (în special a stațiilor radar), britanicii au reușit să câștige superioritatea aeriană deasupra propriului teritoriu, pe care de altfel nu a pierdut-o de-a lungul întregului război. Mai mult chiar, RAF a împiedicat Luftwaffe să obțină superioritatea aeriană în zona Canalului Mânecii, ceea ce a dus în cele din urmă, combinată cu superioritatea Royal Navy,  la abandonarea de către Hitler a planurilor unei debarcări amfibii pe plajele britanice – Operațiunea Leul de Mare. După încheierea luptelor care aveau să devină cunoscute ca Bătălia Angliei, germanii au schimbat abordare războiului aerian, alegând pe aceea a bombardamentelor strategice de noapte, generând un răspuns identic din partea britanicilor, care au desfășurat la rândul lor raiduri nocturne. 
În timpul atacului împotriva Uniunii Sovietice, Luftwaffe a cucerit în mai multe rânduri supremația aeriană pe frontul de răsărit. După intrarea SUA în război, forțele aeriene aliate au obținut superioritatea și mai apoi supremația aeriană pe frontul de vest. Cum la un moment dat și Forțele Aeriene Sovietice au reușit să își impună supremația aeriană pe frontul de răsărit, Luftwaffe nu a mai reușit practic să intervină împotriva operațiunilor terestre aliate. După ce au ajuns să dețină superioritatea aeriană totală, Aliații au avut capacitatea să desfășoare bombardamente strategice de o amploare crescută asupra țintelor industriale, dar și militare (centrele industriale din Ruhr sau a orașului Dresda) și să sprijine eficient acțiunile forțelor terestre pe ambele fronturi – de vest și de est. 
După atacurile Operațiunii Argument (cunoscută și ca „Marea Săptămână’’) din februarie 1944, noul comandant al Forței Aeriene a 8-a, Jimmy Doolittle, a permis în martie 1944 avioanelor de escortă P-51 Mustang să zboare mult înaintea formaților de bombardiere pe care ar fi trebuit să le protejeze. Această acțiune era o tactică de „măturare cu avioane de vânătoare” a cerului Germaniei. Aviația aliată a atacat avioanele de vânătoare germane oriunde ar fi fost găsite și a reușit în cele din urmă să reducă pierderile proprii de bombardiere pentru restul războiului din vestul Europei. 
Atingerea superiorității aeriene a fost forța motrice din spatele dezvoltării portavioanelor, care permitea avioanelor să acționeze departe de bazele terestre. De exemplu, Atacul de la Pearl Harbor a fost executat de aparatele de zbor de la bordul portavioanelor aflate la mai multe mii de mile de aeroporturile japoneze. 
Avioanele de vânătoare au fost specializate în combaterea unor aparate de zbor din aceeași categorie, în vreme ce interceptoarele au fost construite inițial pentru lupta bombardierelor. Cele mai importante avioane de vânătoare ale Germaniei au fost Messerschmitt Bf 109 și Focke-Wulf Fw 190, în vreme ce de partea britanică s-au evidențiat Supermarine Spitfire și Hawker Hurricane. Performanțele și raza de acțiune a lui P-51 Mustang au făcut din acest avion cel mai important avion de vânătoare și escortă, ceea ce a permis bombardierelor americane să acționeze împotriva țintelor din Germania și în raiduri de zi. Piloții acestui tip de avion au reușit să doboare 5.954 de aparate de zbor inamice în Europa, mai mult decât orice alt model de avion aliat. Pe frontul din Pacific,  avionul Mitsubishi Zero i-a asigurat Japoniei superioritatea aeriană în perioada de început a războiului. Cu trecerea timpului, situația aeriană s-a modificat odată cu intrarea în dotarea forțelor aeriene americane a avioanelor F6F Hellcat și F4U Corsair, care s-au dovedit superioare Zero-urilor, atât ca performanță cât și ca durabilitate. Avioanele Hellcat au fost creditate cu doborârea a 5.168 avioane inamice, ocupând locul doi în rândul avioanelor americane de vânătoare, în vreme ce avionul cu decolare de pe pistele terestre Lockheed P-38 a ocupat locul al treilea, cu 3.785 victorii pe toate fronturile.

## Perioada postbelică
India și Pakistan au fost implicate în conflicte militare în 1965 și 1971 în timpul cărora fiecare tabără s-a bucurat de supremația aeriană pentru anumite perioade de timp. Situația a variat de la paritate în anumite regiuni, la superioritatea totală a Indiei.  Piloții pakistanezi zburau pe avioane americane, britanice sau chineze, iar indienii foloseau în general aparate de zbor sovietice sau vest-europene. 
Israel și statele arabe au fost implicate în numeroase conflicte armate începând cu anul  1948. Israelienii s-au bucurat de o superioritate aeriană substanțială pentru cea mai mare parte a timpului. În aceste conflicte, israelienii au folosit la început avioane britanice și franceze, pentru ca mai apoi să se doteze cu aparate de zbor americane. Arabii au folosit în principal avioane sovietice. 

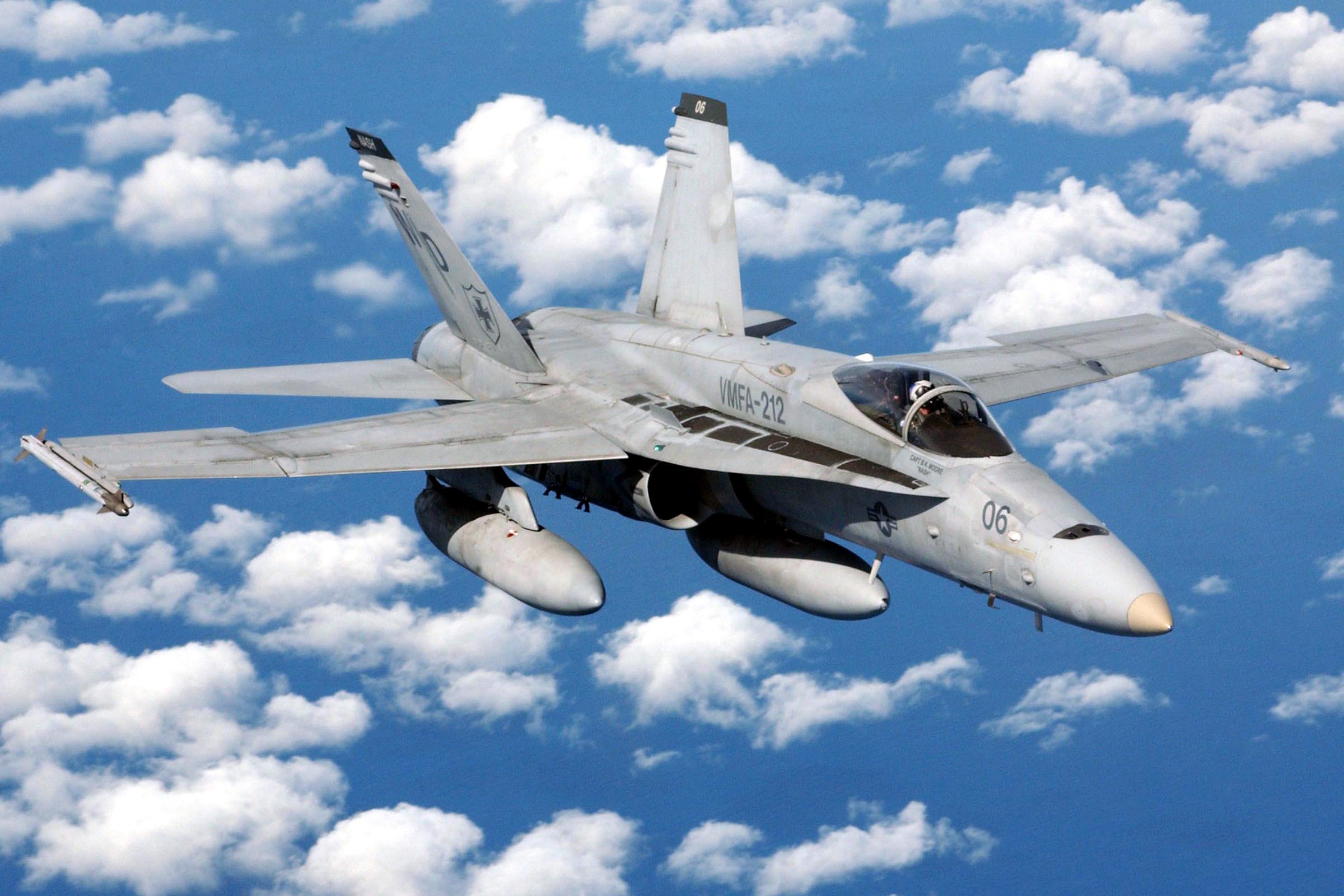
Un avion de vânătoare F/A-18 Hornet al infanteriei marine americane

În Războiul din Coreea, piloții coreeni care zburau pe avionul cu reacție cu aripă săgeată MiG-15 au depășit superioritatea inițială a forțelor ONU. SUA a trimis pe frontul din Coreea aparatul F-86 Sabre, ai cărui piloți au pretins realizarea unei rate de succes de 10:1 împotriva MiG-urilor. În deceniul al șaselea al secolului trecut, SUA a desemnat modelul F Vought F-8 Crusader drept avionul care să asigure superioritatea aeriană. Acest rol avea să fie preluat de F-4 Phantom II, care fusese proiectat inițial ca interceptor. Forțele aeriene americane au dezvoltat două proiecte, F-100 and F-104, dar acestea nu s-au calificat pentru calitatea de avion de superioritate aeriană deoarece nu aveau razele de acțiune sau performanțele necesare ca să contracareze amenințarea avioanelor MiG din timpul  războiului din Vietnam.
În deceniul următor, manevrabilitatea limitată a avioanelor de vânătoare în luptele individuale din Vietnam au dus la apariția seriei F-14, F-15, F-16 și F/A-18. Toate aceste aparate au avut ca prioritate creșterea manevrabilități în luptele individuale și au fost echipate cu tunuri, care lipseau modelelor anterioare. F-14 și F-15 au fost destinate în principal asigurării misiunilor de asigurare a superiorității aeriene datorită radarelor cu rază lungă de acțiune din dotare și a capacității de transport a unui număr mai mare de rachete cu rază lungă de acțiune. 

### Deceniul al nouălea al secolului al XX-lea până în prezent

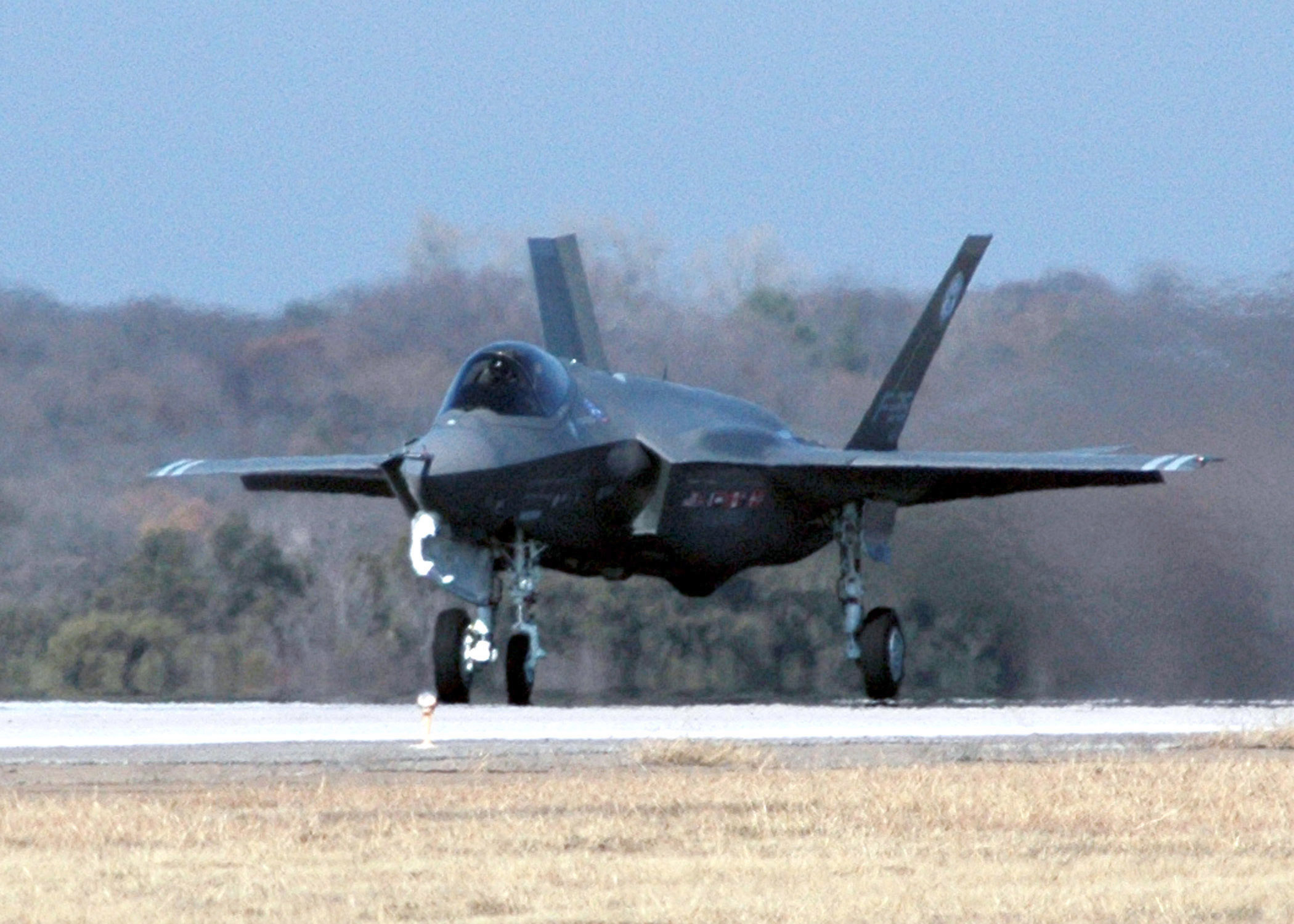
F-35 Lightning II un avion invizibil din a cincea generație

La sfârșitul secolului trecut, SUA a optat pentru dezvoltarea unui nou avion de vânătoare care să obțină superioritatea aeriană fără să fie detectat de inamic. Programul „Advanced Tactical Fighter” a fost lansat pentru construirea unui avion care să înlocuiască flota de F-15. Pentru alegerea finală au fost alese YF-23 și YF-22. F-22 Raptor a fost rezultatul avansat al programului și acest aparat a fost declarat „generația a cincea” al avioanelor de vânătoare. 
În timpul Războiului din Malvine (2 aprilie – 20 iunie 1982), aparatul Harrier Jump Jet a fost desemnat să asigure superioritatea aeriană împotriva avioanelor Dassault Mirage III din dotarea forțelor aeriene argentiniene.

## Metode
Deși distrugerea avioanelor inamice în luptele aeriene este cel mai spectaculos aspect al superiorității aeriene, aceasta nu este singura metodă pentru obținerea acesteia. Din punct de vedere strict militar, cea mai eficientă metodă de obținere a superiorității aeriene este distrugerea la sol a aparatelor inamice și distrugerea infrastructurii folosite de pentru asigurarea operațiunilor aeriene (distrugerea rezervelor de combustibil, a căilor de comunicație și a aeroporturilor)
Un exemplu istoric îl reprezintă Operațiunea Focus, în timpul  căreia Forțele Aeriene Israeliene aflate în inferioritate a reușit să dea o lovitură devastatoare forțelor aeriene egiptene, iordaniene și siriene și a aeroporturilor lor la începutul Războiului de Șase Zile și că obțină supremația aeriană. 
Distrugerea forțelor aeriene poate fi atinsă nu doar prin atacuri aeriene, dar și prin acțiuni terestre. În timpul Războiului Rece, responsabilii militari sovietici au declarat că URSS poate câștige supremația aeriană în ciuda inferiorității avioanelor sale de vânătoare prin cucerirea aeroporturilor NATO și parcarea tancurilor pe pistele acestora. (Trebuie amintit că în timpul ultimei conflagrații mondiale, germanii au folosit autostrăzile pe post de aeroporturi). Planificatorii sovietici plănuiau folosirea forțelor speciale Spețnaz pentru atacarea aeroporturilor NATO în cazul izbucnirii unui conflict. 
Atacurile declanșate de forțele speciale sunt considerate de unii comandanți o metodă eficientă de luptă împotriva unui inamic superior numeric sau tehnologic. Britanicii au creat Special Air Service în mod special pentru atacarea avioanelor și aeroporturilor naziste. Dată fiind eficienței scăzute a propriei aviații prin comparație cu cea a sud-coreenilor și americanilor, Coreea de Nord pregătește și păstrează gata de luptă efective importante ale trupelor de infiltrație. În caz de război, aceste forțe speciale ar primi printre alte misiuni și pe aceea de atacare a aeroporturilor aliate cu mortiere și mitraliere, cel mai probabil după trecerea peste linia frontului la bordul unor avioane capabile să zboare la joasă altitudine, greu detectabile de radare. 
Chiar și în zile noastre, în condițiile războiului asimetric, 15 talibani au reușit să distrugă sau să deterioreze grav 8 avioane Harrier în timpul atacului asupra bazei militare britanice Camp Bastion din Afganistan. Piloții britanici au fost nevoiți să lupte ca infanteriști pentru prima oară după multe decenii. Pentru a se protejeze împotriva atacurilor terestre convenționale sau neconvenționale, cei mai mulți piloți au primit și pregătire de infanterie. 

## Resurse internet
- Air Power In Peripheral Conflict: The cases of Korea and Vietnam Arhivat în 15 iulie 2011, la Wayback Machine.
- Defense Technical Information Center Arhivat în 30 septembrie 2007, la Wayback Machine.
- Australian Department of Defence
- Col. John A. Warden III. The Air Campaign: Planning for Combat. June 2000. Arhivat în 2 decembrie 2000, la Wayback Machine.
- Encyclopædia Britannica
- Glossary of Nato Definitions Arhivat în 22 ianuarie 2000, la Wayback Machine.
- The Luftwaffe and the battle for air superiority: Blueprint or warning Arhivat în 20 ianuarie 2012, la Wayback Machine.
- RAND Study of U.S. Fighter Design